# Hexafluorophosphate de ferrocénium
L'hexafluorophosphate de ferrocénium est un composé organométallique de formule chimique [Fe(C5H5)2]PF6. Il s'agit d'un sel de ferrocénium [Fe(C5H5)2]+ et d'hexafluorophosphate PF6−, paramagnétique, de couleur bleu marine. Ses propriétés sont semblables à celles du tétrafluoroborate de ferrocénium [Fe(C5H5)2]BF4, autre réactif couramment utilisé. Le cation est souvent abrégé Fc+ or Cp2Fe+. 
Les sels de ferrocénium sont des oxydants à un électron tandis que le ferrocène, qui correspond au ferrocénium réduit, est relativement inerte et facilement séparé des produits ioniques. Le couple ferrocène/ferrocénium est souvent utilisé comme référence en électrochimie. Dans une solution d'acétonitrile CH3CN à 0,1 mol·L-1 dans l'hexafluorophosphate de tétrabutylammonium NBu4PF6, le couple Fc+/Fc présente un potentiel de +0,641 V par rapport à l'électrode standard à hydrogène.
L'hexafluorophosphate de ferrocénium peut être acheté dans le commerce. Il peut également être préparé en oxydant du ferrocène avec des sels ferriques puis addition d'acide hexafluorophosphorique HPF6. La cristallographie aux rayons X a montré que les cycles cyclopentadiényle sont disposés avec un angle de torsion de 36° par rapport à une conformation éclipsée.